# Captain Canuck
Captain Canuck ist ein kanadischer Comic-Superheld. Erschaffen von den Künstlern Ron Leishman und Richard Comley erschien der erste Comic mit Captain Canuck in Captain Canuck No. 1 im Juli 1975. 

## Figur
Captain Canuck trägt ein Ahornblatt-Kostüm und stellt einen kanadischen Agenten dar. Dieser führt das Land, beschrieben als die futuristische Welt von 1993, als die maximal stärkste Weltmacht in die Zukunft. 

## Veröffentlichung
Die erste Ausgabe erschien 1975, veröffentlicht wurde das Heft von Comely Comix in Winnipeg, Manitoba. Die Geschichte orientierte sich an Tom Evans, einem kanadischen Geheimagenten, der übermenschliche Kräfte durch eine Zusammenkunft mit Außerirdischen erwarb. Dieser erste der kanadischen Superhelden kam in 14 Ausgaben vor, die 1981 endeten. Gezeichnet wurden sie hauptsächlich von George Freeman, der von Richard Comley abgelöst wurde. 
Nach dem Erscheinen des Originals gab es zwei Folgeausgaben. Richard Comley veröffentlichte unter der Marke Semple Comics eine zweite Version im Jahr 1993. Wiedergeboren als Darren Oak, kämpft Captain Canuck gegen eine weltweite Verschwörung. Dieser Titel erschien vier Ausgaben lang und wurde von Richard Comely, Leonard Kirk und Sandy Carruthers gezeichnet. Diese Ausgabe wurde als Tageszeitungsversion für eine Weile fortgeführt. 
Eine nachfolgende Fassung, die Comely verlegte, aber von den Brüdern Riel und Drue Langlois geschrieben und gezeichnet wurde, erschien 2004 mit dem Titel Captain Canuck: Unholy War. Hierin tritt ein weiterer Charakter in den Mittelpunkt: Royal Canadian Mounted Police Constable David Semple. In diesen Ausgaben stand das Zusammentreffen von Captain Canuck mit einer Motorradgang mit Namen Unholy Avengers im Fokus. Unholy War war eine von drei Ausgaben, die dritte und letzte wurde im Januar 2005 auf den Markt gebracht. 
Eine weitere Captain Canuck-Serie wurde im Herbst 2005 unter dem Namen Captain Canuck Legacy veröffentlicht. Diese Geschichte bestand aus zwei verschiedenen Storys: Eine beschrieb detailliert die Anstrengungen, die Captain Canuck unternimmt, um illegale Waffen von Kanada fernzuhalten, während die zweite die Erlebnisse des dritten Captain Canuck noch einmal chronologisch aufbereitete.